# Matteo Gentili
Matteo Gentilli (Viareggio, 21 augustus 1989) is een Italiaans voetballer die uitkomt voor Spezia Calcio.

## Carrière
Gentili sloot zich in 2005 aan bij Atalanta Bergamo, dat op dat moment uitkwam in de Serie B. De club verhuurde hem twee keer, waaronder één keer aan Varese. Daarvoor speelde hij een wedstrijd in het eerste.
Gentili vertegenwoordigde Italië op het Europees kampioenschap onder 19 jaar in 2008, waarop hij met zijn team de finale haalde. Hij was ook aanwezig op het wereldkampioenschap onder 20 jaar in 2009. In 2011 verhuisde Gentilli naar Spezia Calcio. Tijdens het trainingskamp ter voorbereiding van het nieuwe seizoen raakte hij zwaar geblesseerd en moest hij een chirurgische ingreep ondergaan.